# Ruta 16 (Uruguay)
La ruta 16 es una de las rutas nacionales de Uruguay. Su recorrido se desarrolla en la zona centro-oeste del departamento de Rocha.

## Designaciones
La ruta 16 posee una designación para cada tramo. A través de la ley 18209 del 3 de diciembre de 2007, se designó a esta carretera con el nombre de Camino de los Indios, en el tramo comprendido entre la ciudad de Castillos y su empalme con la ruta 14. Por otro lado, a través de la ley 18375 del 17 de octubre de 2008, se designó con el nombre de Chasque Francisco De Los Santos, al tramo comprendido entre en entronque con la ruta 10 y el entronque con la ruta 9.

## Recorrido
Esta carretera tiene una longitud total de 49 km, separados en dos tramos, el primero de ellos nace en el balneario Aguas Dulces sobre la costa del océano Atlántico, y conecta este balneario con la ciudad de Castillos, finalizando este tramo en el cruce con la ruta 9. El segundo tramo comienza en la zona norte de la ciudad de Castillos, a partir de la calle Molina, y se dirige hacia el norte hasta su empalme con la ruta 14.